# Ast (Waldmünchen)

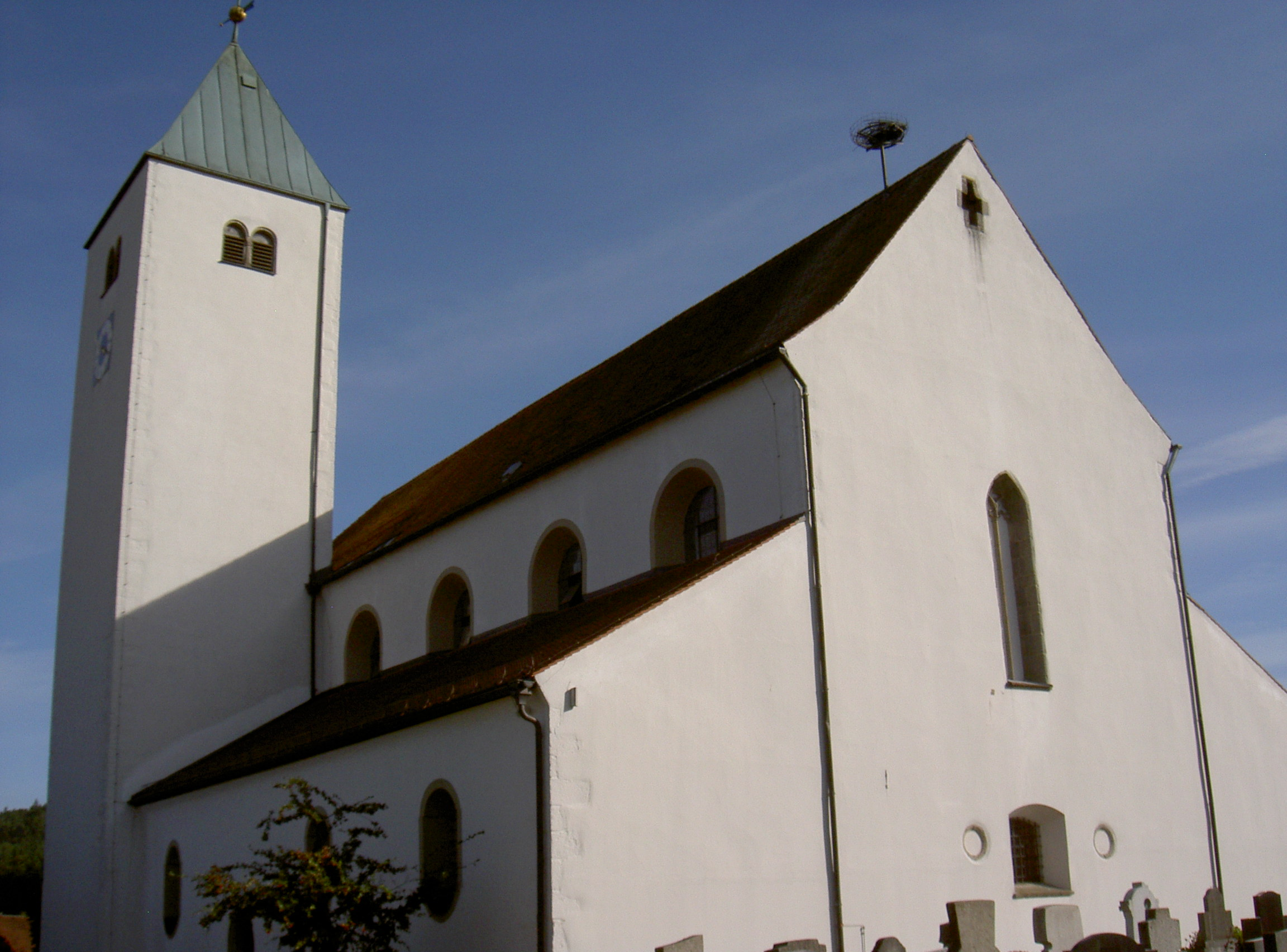
Ast, Kirche von Norden

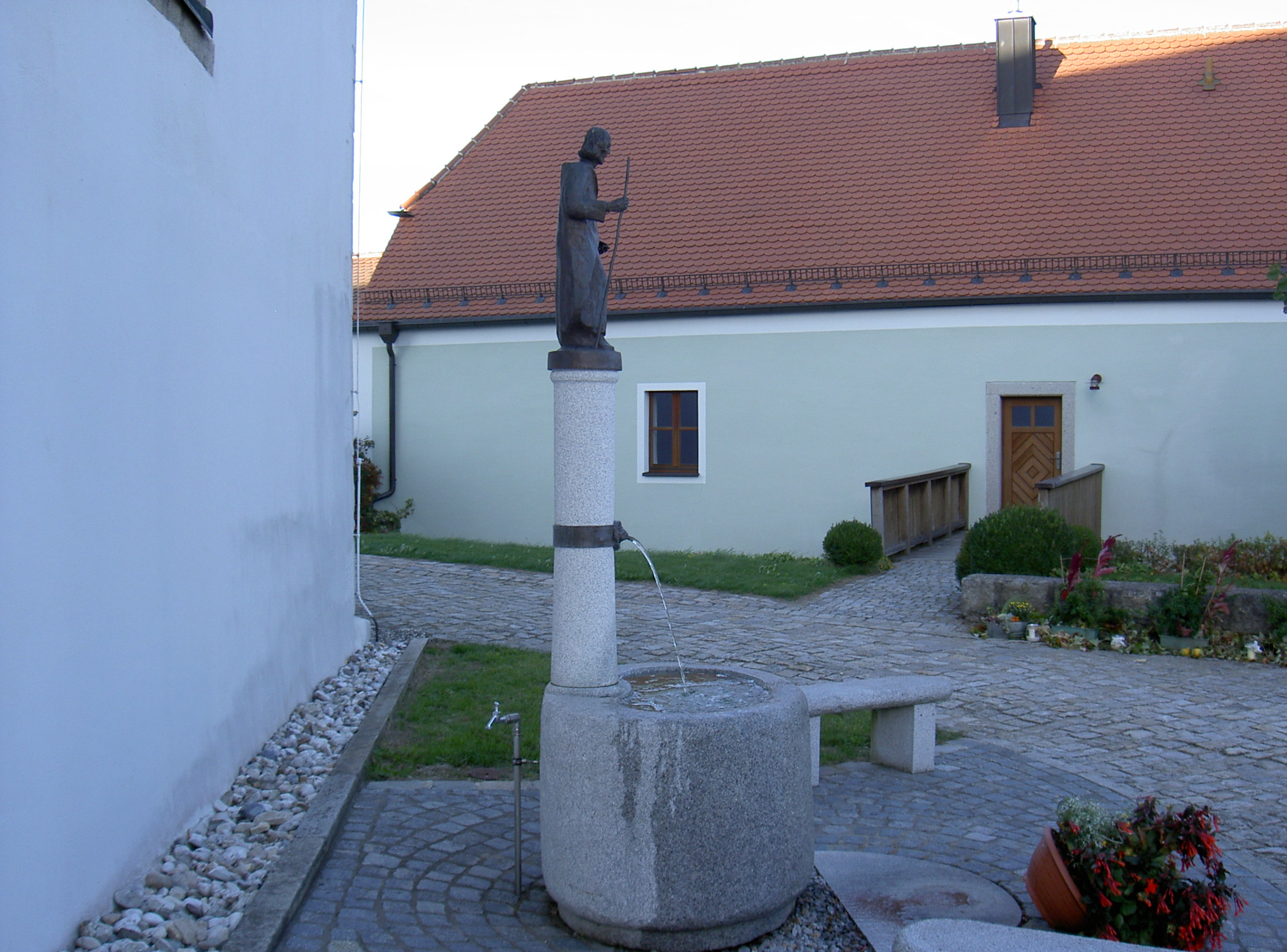
Ast Pilgerbrunnen

Ast ist ein Gemeindeteil der Stadt Waldmünchen im oberpfälzischen Landkreis Cham.

## Lage
Das  Pfarrdorf liegt im Schwarzachtal etwa 4,5 km westlich von Waldmünchen etwas nördlich der Staatsstraße 2400.

## Geschichte
In einer Urkunde vom 26. Juli 1265 ist der Ort erstmals erwähnt; Herzog Heinrich beurkundete darin dem Abt Berthold des Zisterzienserklosters Walderbach das Patronatsrecht über die Kirche in Ast.
Zur Gemarkung Ast gehört der Ort Hirschhöf.
Im Jahr 1945 oder 1946 wurde die Gemeinde Englmannsbrunn aufgelöst und der Gemeinde Ast zugeschlagen. Die Eingliederung von Ast in die Stadt Waldmünchen geschah am 1. Januar 1972.

## Sehenswürdigkeiten
- Die im Jahr 1265 erstmals erwähnte frühgotische dreischiffige Basilika Unserer Lieben Frau mit gerade schließendem Chor und Walmdach stammt aus der zweiten Hälfte des 13. Jahrhunderts. Die heutige Ausstattung und Stuckierung erhielt die Kirche im 18. Jahrhundert. Seit 1996 findet alljährlich im September eine Pferdewallfahrt von der Stadtpfarrkirche St. Stephan in Waldmünchen nach Ast statt.

## Vereine
- Freiwillige Feuerwehr Ast, gegründet 1888
- Gut Holz Ast
- Katholische Landjugend-Bewegung Ast
- Obst- und Gartenbauverein Ast, gegründet 2000
- Schützenverein „Tannenbaum“ Ast, gegründet 1954[3]